# 1973-as OFC-nemzetek kupája
Az 1973-as OFC-nemzetek kupája volt az első kontinentális labdarúgótorna az OFC-nemzetek kupája történetében. A zárókört Új-Zélandon rendezték 1973. február 17. és 24. között. A kupát Új-Zéland válogatottja nyerte meg, miután a döntőben 2-0-ra legyőzte Tahitit.

## Résztvevők
- Új-Zéland (rendező)
- Fidzsi-szigetek
- Tahiti
- Új-Hebridák
- Új-Kaledónia

## Csoportkör
| Csapat          | J | Gy | D | V | Rg | Kg | Gk  | P |
| --------------- | - | -- | - | - | -- | -- | --- | - |
| Új-Zéland       | 4 | 3  | 1 | 0 | 11 | 4  | +7  | 7 |
| Tahiti          | 4 | 2  | 2 | 0 | 7  | 2  | +5  | 6 |
| Új-Kaledónia    | 4 | 2  | 0 | 2 | 8  | 5  | +3  | 4 |
| Új-Hebridák     | 4 | 1  | 1 | 2 | 4  | 8  | -4  | 3 |
| Fidzsi-szigetek | 4 | 0  | 0 | 4 | 2  | 13 | -11 | 0 |

| 1973. február 17. |

| Tahiti | 2–1 | Új-Kaledónia |
| ------ | --- | ------------ |
|        |     |              |

| Auckland, Új-Zéland |

| 1973. február 17. |

| Új-Zéland | 5–1 | Fidzsi-szigetek |
| --------- | --- | --------------- |
|           |     |                 |

| Auckland, Új-Zéland |

| 1973. február 18. |

| Új-Kaledónia | 4–1 | Új-Hebridák |
| ------------ | --- | ----------- |
|              |     |             |

| Auckland, Új-Zéland |

| 1973. február 18. |

| Új-Zéland | 1–1 | Tahiti |
| --------- | --- | ------ |
|           |     |        |

| Auckland, Új-Zéland |

| 1973. február 20. |

| Új-Kaledónia | 2–0 | Fidzsi-szigetek |
| ------------ | --- | --------------- |
|              |     |                 |

| Auckland, Új-Zéland |

| 1973. február 20. |

| Tahiti | 0–0 | Új-Hebridák |
| ------ | --- | ----------- |
|        |     |             |

| Auckland, Új-Zéland |

| 1973. február 21. |

| Új-Hebridák | 2–1 | Fidzsi-szigetek |
| ----------- | --- | --------------- |
|             |     |                 |

| Auckland, Új-Zéland |

| 1973. február 21. |

| Új-Zéland | 2–1 | Új-Kaledónia |
| --------- | --- | ------------ |
|           |     |              |

| Auckland, Új-Zéland |

| 1973. február 23. |

| Tahiti | 4–0 | Fidzsi-szigetek |
| ------ | --- | --------------- |
|        |     |                 |

| Auckland, Új-Zéland |

| 1973. február 23. |

| Új-Zéland | 3–1 | Új-Hebridák |
| --------- | --- | ----------- |
|           |     |             |

| Auckland, Új-Zéland |

## A 3. helyért
| 1973. február 24. |

| Új-Kaledónia             | 2–1         | Új-Hebridák     |
| ------------------------ | ----------- | --------------- |
| Gerald Delmas Jean Xowie | Jegyzőkönyv | Charles Galinie |

| Auckland, Új-Zéland Játékvezető: P. Tahuaitu (tahiti) |

## Döntő
| 1973. február 24. |

| Új-Zéland               | 2–0         | Tahiti |
| ----------------------- | ----------- | ------ |
| Dave Taylor Alan Marley | Jegyzőkönyv |        |

| Auckland, Új-Zéland Játékvezető: B. Chaudet (Új-hebridákbeli) |

## Győztes
| Az 1973-as OFC-nemzetek-kupája győztese |
| --------------------------------------- |
| ÚJ-ZÉLAND 1. cím                        |

## Gólszerzők
| - Erroll Bennett - Alan Marley - Segin Wayewol - Malcolm Bland - Jean Hmae - Dave Taylor - Alan Vest - Jean Xowie - Geoff Brand - Claude Carrara - Gerald Delmas | - Michael Dupuy - Harold Ng Fok - Charles Galinie - Brian Hardman - Josateki Kurivitu - Colin Latimour - Gilles Malinowski - Roger Mandin - Roland de Marigny - Alick Saurei - Alexis Tumahai - Brian Turner - Terio Vakatawa - Jacky Valette - Raymond Valette - Pierre Wacapo |

## Külső hivatkozások
- Eredmények az RSSSF honlapján.